# Helga von Heintze
Helga Freifrau von Heintze, geborene Helga Hoinkes, (* 9. August 1919 in Bielitz; † 15. November 1996 in Rom) war eine österreichisch-deutsche Klassische Archäologin, deren Forschungsgebiet besonders das antike Porträt bildete.

## Leben
Helga von Heintze wurde im österreichischen Teil Schlesiens als Tochter des Tuchfabrikanten, Historikers und Publizisten Carl Hoinkes geboren. An der Universität Wien studierte sie seit 1940 Altertumswissenschaften, wichtigster akademischer Lehrer war hier Camillo Praschniker. 1944 heiratete sie den Verlagsbuchhändler Wolf Freiherr von Heintze in Wien, der in den letzten Tagen des Zweiten Weltkrieges in Bayern fiel. Helga von Heintze floh nach Norddeutschland, dabei starb ihr acht Monate alter Sohn Wolf-Andreas.
Auf der Flucht ging das Manuskript ihrer Dissertation verloren, die in Wien von Praschniker schon angenommen war. An der Universität Hamburg begann sie noch einmal ihr Studium. Wichtigste Lehrer waren dort Peter Heinrich von Blanckenhagen, Gerhard Kleiner, Eugen von Mercklin und Bruno Snell. Bei Kleiner wurde sie 1949 mit der Arbeit Imago clipeata promoviert. In dieser Zeit war sie auch an der Inventarisierung der im Kunstgutlager Schloss Celle eingelagerten Kunstwerke der Berliner Museen beteiligt. Als eine von der Universität Hamburg ausgezeichnete Studentin konnte Heintze zudem erstmals während einer zweimonatigen Schiffsreise den Mittelmeerraum bereisen. 1951 war sie eine der ersten Studentinnen, die im Rahmen des Deutschen Akademischen Austauschdienstes nach dem Krieg mit einem Stipendium gefördert wurden und kam damit nach Italien. Daran schloss sich ein weiteres Forschungsstipendium an, das sie nach Rom führte, wo sie von nun an ihren Lebensmittelpunkt haben sollte.
Zunächst war Heintze Assistentin des ersten Direktors der Abteilung Rom des Deutschen Archäologischen Instituts, Guido Kaschnitz von Weinberg. Nach dessen Tod besorgte sie die Herausgabe seines Nachlasses. Bis 1970 arbeitete sie als Stipendiatin oder mit Werkverträgen, bis sie wissenschaftliche Referentin an der römischen Abteilung des Deutschen Archäologischen Instituts wurde. Hier war sie für die Redaktion der Römischen Mitteilungen und anderer Publikationen der Abteilung zuständig. 1984 wurde sie pensioniert, arbeitete aber bis zu ihrem Tod weiter wissenschaftlich. Nach längerer Krankheit verstarb sie 1996. Sie wurde auf dem Friedhof an der Cestius-Pyramide beerdigt.
Helga von Heintze war Spezialistin für das antike Porträt von der griechischen Klassik bis zur Spätantike. Hierzu veröffentlichte sie zahlreiche Publikationen. Darüber hinaus hatte sie als Vertreterin der „Wiener Schule“ der Klassischen Archäologie auch nennenswerte Kenntnisse auf dem Gebiet der Provinzialrömischen Archäologie. Als langjährige Mitarbeiterin des „Helbig–Speier“, der von Hermine Speier organisierten Neuausgabe des erstmals von Wolfgang Helbig 1882 publizierten Führers durch die öffentlichen Sammlungen antiker Kunst der Stadt Rom, war sie auch mit allen Sammlungen Roms vertraut und steuerte zum vierbändigen Werk 585 Beiträge zu den griechischen und römischen Bildnissen bei. Zudem übersetzte sie diverse Bücher aus dem Italienischen ins Deutsche und gab Anton Heklers Bildnisse berühmter Griechen neu heraus.

## Schriften (Auswahl)
- Juno Ludovisi (= Opus nobile. Heft 4). Dorn, Bremen 1957.
- Römische Porträt-Plastik aus sieben Jahrhunderten. Günther, Stuttgart 1961.
- Das Bildnis der Sappho. Kupferberg, Mainz/Berlin 1966.
- Die antiken Porträts in Schloss Fasanerie bei Fulda. von Zabern, Mainz 1968.
- Römische Kunst (= Belser Stilgeschichte. Band 3). Belser, Stuttgart 1969 = Kunst des Römischen Reiches. Malerei, Plastik, Architektur. Belser, Stuttgart und Zürich 1991, ISBN 3-7630-1873-5.
- Herausgeberin: Römische Porträts (= Wege der Forschung. Band 348). Wissenschaftliche Buchgesellschaft, Darmstadt 1974, ISBN 3-534-05686-8.